# Cadena cinética (Biomecánica)
En biomecánica del aparato locomotor, se define la cadena cinética como la combinación de varias articulaciones del sistema musculoesquelético, las cuales constituyen una unidad mecánica y funcional. De forma general  estas se dividen en cadena cinética cerrada y cadena cinética abierta. No obstante también existen cadenas mixtas y cadenas facilitadoras.
Un ejemplo de cadena cinética serían las extremidades inferiores de un ciclista que constituyen diversas articulaciones como la femororotuliana, femorotibial, coxofemoral, tibioastragalina.....

## Tipos de cadenas cinéticas
Existen dos tipos de cadenas cinéticas, la cadena cinética abierta y cerrada:
- Cadena cinética abierta: Combinación de varias articulaciones constituyentes de una unidad mecánica funcional en la cual el extremo distal está libre.[1] Un ejemplo de ello podría ser un ejercicio de press banca o levantamiento de pesas donde el extremo distal –en este caso la extremidad superior– se acerca y se aleja del resto del cuerpo de forma libre.
- Cadena cinética cerrada: Combinación de varias articulaciones constituyentes de una unidad mecánica funcional en las cuales el extremo distal esta sometido a una resistencia externa encontrándose en un punto fijo.[1] Un ejemplo de esto sería una sentadilla, en la cual el extremo distal –en este caso los pies– estaría inmóvil en un punto fijo que sería el suelo.

## Cadenas cinéticas mixtas o frenadas
Además de las cadenas cinéticas abiertas y cerradas simples existen las cinéticas mixtas o frenadas que se dan cuando tanto el extremo distal como el proximal de la cadena se mueven. Un ejemplo de ello sería el pedalear en bicicleta sin apoyarse en el sillín. Dos tipos de estas cadenas son:
- Cadena débilmente frenada: Cuando la resistencia del segmento distal de la cadena es menor del 15% de la resistencia máxima que esa cadena es capaz de movilizar (se considera también cadena cinética abierta).[2]

- Cadena fuertemente frenada: Cuando la resistencia del extremo distal de la cadena es mayor al 15% de la resistencia máxima que esa cadena es capaz de movilizar. (se considera también cadena cinética cerrada).[2]

## Cadenas cinéticas facilitadoras
Según Genot las cadenas cinéticas facilitadoras atendiendo al orden y localización de la musculatura activada son:
- Homolaterales: se activan los músculos del mismo miembro.[3]
- Contralaterales: se obtienen contracciones de los músculos de un miembro, desde el homónimo del lado contrario.[3]
- Axioperiféricas: se obtienen las contracciones desde los segmentos proximales hacia los distales.[3]
- Periféricas axioperiféricas: se obtienen las contracciones desde los segmentos distales hacia los proximales.[3]